# П'єрлуїджі Тамі
П'єрлуїджі Тамі (італ. Pierluigi Tami, нар. 12 вересня 1961, Клузоне) — швейцарський футболіст, що грав на позиції захисника. По завершенні ігрової кар'єри — тренер.
Виступав, зокрема, за клуб «Локарно».
Володар Кубка Швейцарії.

## Ігрова кар'єра
У дорослому футболі дебютував 1980 року виступами за команду «Тенеро», в якій провів один сезон. 
Протягом 1981—1984 років захищав кольори клубу «К'яссо».
Своєю грою за останню команду привернув увагу представників тренерського штабу клубу «Локарно», до складу якого приєднався 1984 року. Відіграв за команду з Локарно наступні чотири сезони своєї ігрової кар'єри.
Згодом з 1988 по 1993 рік грав у складі команд «Беллінцона» та «Лугано». Протягом цих років виборов титул володаря Кубка Швейцарії.
Завершив ігрову кар'єру у команді «Локарно», у складі якої вже виступав раніше. Повернувся до неї 1993 року, захищав її кольори до припинення виступів на професійному рівні у 1994 році.

## Кар'єра тренера
Розпочав тренерську кар'єру відразу ж по завершенні кар'єри гравця, 1994 року, очоливши тренерський штаб клубу «Гордола».
У 2003 році став головним тренером команди Швейцарія (U-18), тренував юнацьку збірну Швейцарії шість років.
Згодом протягом 2009–2015 років очолював тренерський штаб молодіжної збірної Швейцарії.
У 2012 році прийняв пропозицію попрацювати з олімпійською збірною Швейцарії.
Протягом 2 років, починаючи з 2015, був головним тренером команди «Грассгоппер».
Протягом тренерської кар'єри також очолював команду «Локарно», а також входив до тренерських штабів клубів «Лугано» та збірної Швейцарії.
Наразі останнім місцем тренерської роботи був клуб «Лугано», головним тренером команди якого П'єрлуїджі Тамі був з 2017 по 2018 рік.

## Титули і досягнення
- Володар Кубка Швейцарії (1):

«Лугано»: 1992-1993